# 聂中明
聂中明（1930年—2005年），男，祖籍安徽凤台，生于江苏无锡，中国合唱指挥家，中国广播艺术团合唱团一级指挥。